# Гогошарі
Гогошарі (рум. Gogoșari) — село у повіті Джурджу в Румунії. Входить до складу комуни Гогошарі.
Село розташоване на відстані 71 км на південний захід від Бухареста, 21 км на захід від Джурджу.

## Населення
За даними перепису населення 2002 року у селі проживали 983 особи, з них 982 особи (99,9%) румунів. Усі жителі села рідною мовою назвали румунську.